# Almond (Wisconsin)
Pour les articles homonymes, voir Almond.
Almond est un village du comté de Portage, dans l'État du Wisconsin, aux États-Unis. En 2020, il comptait une population de 424 habitants.